# 1526 Mikkeli
Az 1526 Mikkeli (ideiglenes jelöléssel 1939 TF) a Naprendszer kisbolygóövében található aszteroida. Yrjö Väisälä fedezte fel 1939. október 7-én, Turkuban.